# محطة سنتر بوينت (مترو دبي)
محطة سنتر بوينت (بالإنجليزية: Centrepoint station) واسمها سابقًا محطة الراشدية؛ هي محطة نقل سريع على الخط الأحمر لشبكة مترو دبي التي تخدم دبي في الإمارات العربية المتحدة، هي الأولى على الخط الأحمر، ومنها يمكن الوصول مباشرة إلى محطة إكسبو حيث موقع إكسبو 2020 أو إلى محطة جبل علي الانتقالية التي تنتهي في محطة مركز الإمارات العربية المتحدة للصرافة.
افتتحت محطة سنتر بوينت، باعتبارها إحدى المحطات الأولية لمترو دبي، في 9 سبتمبر 2009؛ وكانت القطارات تتجه إلى نخيل هاربر آند تاور وتخدم سبع محطات وسيطة. في عام 2011، استقبلت محطة سنتر بوينت 2,634,139 راكبًا، مما يجعلها واحدة من أكثر المحطات ازدحامًا في مترو دبي.